# Mărgineni (okręg Braszów)
Mărgineni – wieś w Rumunii, w okręgu Braszów, w gminie Hârseni. W 2011 roku liczyła 301 mieszkańców.